# Нікіфаровська сільська рада
Нікіфа́ровська сільська рада (рос. Никифаровский сельский совет) — муніципальне утворення у складі Альшеєвського району Башкортостану, Росія. Адміністративний центр — село Нікіфарово.

## Населення
Населення — 862 особи (2019, 1166 в 2010, 1427 в 2002).

## Склад
До складу поселення входять такі населені пункти:
| Населений пункт         | Населення, осіб (2002) | Населення, осіб (2010) |
| ----------------------- | ---------------------- | ---------------------- |
| Айдагулово, присілок    | 86                     | 72                     |
| Алдарово, присілок      | 119                    | 105                    |
| Александровка, присілок | 31                     | 21                     |
| Балгази, присілок       | 129                    | 95                     |
| Нікіфарово, село        | 1020                   | 845                    |
| Нові Балгази, присілок  | 42                     | 28                     |